# 赤澤巴菜乃
赤澤 巴菜乃（あかざわ はなの、2003年5月22日 - ）は、日本の女優、タレント。東京都出身。ホリプロ所属。

## 略歴
2018年、第43回 ホリプロスカウトキャラバンにてファイナリストに選出される。以降、ホリプロに所属し、女優業へと進む。

## 人物
特技は習字、そろばん、都道府県の形を当てること。

## 出演

### テレビドラマ
- どんぶり委員長（2020年10月25日（24日深夜） - 2021年1月3日（2日深夜）、BSテレビ東京[注 1]） - 発田 役[2]

### 映画
- 星の子（2020年10月）[1]
- Bittersand（2021年6月） - 谷村志穂 役[3]

### その他
- ヒューマニエンス〜40億年のたくらみ〜（不定期出演 2020年10月 - 、NHK BSプレミアム） - ガイド[1]

### MV
- 東京少年倶楽部「flipper」（2020年）[1]
- 大橋彩香 アルバム『WINGS』より「START DASH」（2020年）[1]
- 8 beat Story♪（GMOプレイミュージック）「B.A.C1st Online」（2021年） - LIVE Short Film[1]
- Sky株式会社 社歌「START 3000」（2021年）[1]